# Kopalnia Węgla Kamiennego Reden (Radlin-Biertułtowy)
Kopalnia Węgla Kamiennego „Reden” / „Steinkohlengrube Reden” – nieczynna kopalnia węgla kamiennego na terenie Radlina w dzielnicy Biertułtowy.

## Historia
Kopalnia powstała 16 października 1841 roku kiedy to mistrz murarski Józef Heintze z Dębu (obecnej dzielnicy Katowic) uzyskał nadanie.
Do wydobycia przystąpiono już w 1842 roku. Pierwsze 2 szyby otrzymały nazwy „Fund” (niem. Odkrycie) znajdujący się przy obecnej ulicy Matejki – o głębokości 40 metrów oraz „Versuch”  (niem. Badawczy) przy obecnej ulicy Hallera – głęboki na 20 metrów.
Wybierano pokład „Hoym” (602) – ten sam, który eksploatowała kopalnia „Hoym” (dzisiejsza kopalnia Ignacy), tylko jego wyższą partię.
W 1844 roku na granicy z tą kopalnią założono szyb „Hoffnung” (niem. Nadzieja) - gł. 52 m.
Od 1848 roku kopalnia została własnością kupca Jakuba Dresdnera z Bytomia.
W 1852 roku wydobycie zostało wstrzymane.
W 1857 roku nieczynną kopalnię kupił Loebel Freund, właściciel ziemski z Rybnika. Był on także założycielem sąsiedniej kopalni „Mariahilf”. W tym samym roku kopalnię ponownie uruchomiono.
W 1859 roku kopalnię nabyli Albert Ehrmann z Cieszyna i kupiec Dawid Berger z Lipska. Eksploatacja trwała aż do połowy 1863 roku, w którym to kopalnia znów była nieczynna.
Kolejnym właścicielem został Polomsky z Raciborza. Kupił ją w 1867 roku. Od 1868 roku kopalnia kolejny już raz została unieruchomiona.
W 1869 roku kopalnia przeszła na własność Józefa Pschikalla z Hitzing (obecnie dzielnica Wiednia).
Szyb „Versucht” wyposażono w maszynę odwadniającą, wyciągową i kotłownię.
Warunki pracy w cienkich i słabo przewietrzonych pokładach były bardzo uciążliwe, dlatego szyb ten górnicy nazwali „Tropiciel”, gdyż ludzie tam się mocno „tropiyli”, czyli trudzili. Eksploatację zakończono w 1874 roku i kolejny już raz zakład został unieruchomiony.
Rok 1887 przyniósł nowe zmiany, kiedy to kopalnię nabyło dwóch gwarków: Gerard Mauve z Rybnika oraz Moebius z Gross Strehlitz (Strzelce Opolskie). Przystąpiono do modernizacji kopalni. Powstały dwa nowoczesne szyby z obudową murową: „Reden” i „Szyb II”. Przy szybach powstały m.in. nadszybia, budynki maszyn wyciągowych, kotłownia oraz warsztat mechaniczny.
W Niewiadomiu powstała bocznica kolejowa. Wydobycie ruszyło w 1892 roku. Eksploatacja była uciążliwa, ponieważ pokład pocięty był licznymi uskokami.
W 1897 roku część kopalni nabył hrabia Hugo Lazy Arthur Henkel von Donnersmarck i weszła w skład przedsiębiorstwa o nazwie „Bergwerks und Hütten-Industrie der Grafen Hugo, Lazy, Arthur Henckel von Donnersmarck-Beuthen” z siedzibą w Carlshof (obecnie Karłuszowiec w Tarnowskich Górach). Rok później kopalnia przeszła całkowicie na własność hrabiego. Rozpoczęto modernizacę kopalni. Największe wydobycie osiągnięto w 1902 roku.
Z końcem marca 1905 roku kopalnia wstrzymała wydobycie 59 205 ton/rok. Było to definitywne zakończenie ruchu kopalni „Reden”. Prace likwidacyjne w zakładzie trwały jeszcze do roku 1908. Nieczynną kopalnię nabyło Rybnickie Gwarectwo Węglowe - Rybniker Steinkohlen-Gewerkschaft w 1909 roku i przyłączyło do sąsiedniej kopalni „Emma” (Marcel).

## Masakra w szybie „Reden”
Niedługo przed zakończeniem wojny w styczniu i lutym 1945 roku, nocą zajeżdzął samochód Gestapo do puszczonego szybu „Reden”. Siedziba Gestapo mieściła się w głónym budynku ratusza w Radlinie-Biertułtowach. Według relacji okolicznych mieszkańców z okolicy szybu słychać było strzały albo stłumione krzyki. Po niemieckiej ofensywie w kwietniu tego samego roku powołano komisję do zbadania tej sprawy.
Już 15 kwietnia opuszczono ratownika, który stwierdził, że widział tam ludzkie zwłoki. Dwa dni później udało się wydobyć zwłoki 2 mężczyzn i 6 kobiet choć ciał mogło być znacznie więcej, jednak z powodu grozącego niebezpieczeństwa ratownicy nie zapuszczali się do wyrobisk i zrezygnowano z dalszych poszukiwań.
Pogrzeb ofiar tego mordu odbył się 18 maja 1945 roku na cmentarzu w Biertułtowach, gdzie zmarli zostali pochowani w zbiorowej mogile.
Tego samego dnia odłonięto obecny pomnik ofiar.

## Zakończenie działania
Urządzenia szybowe zdemontowano i rozebrano w latach 60, następnie wysadzono komin kotłowni. Sam budynek przetrwał wiele lat, gdyż urządzono w nim mieszkania.
Na oczyszczonym terenie władze miasta Radlina założyły park „Zbowidowca”, którego centralną część stanowi pomnik ofiar szybu „Reden” odsłonięty 1 maja 1973 roku. Miejsce to obecnie nosi nazwę „Park Imieniem Ofiar Szybu Reden”.
Rozebrany został w maju 2004 roku.